# Urantrennarbeit
Die Urantrennarbeit (UTA) oder Separative Work Unit (SWU) ist ein Begriff, der bei der Urananreicherung verwendet wird und den für die Trennung von Uranisotopen erforderlichen Aufwand beschreibt.
Sie hängt ab von
- der Uranmenge, die zwecks Anreicherung den Prozess durchläuft,
- dem Anreicherungsgrad des gewünschten Produkts und
- dem Abreicherungsgrad des verbleibenden Urans (dem sog. Tails).

Da es keine unmittelbar messbare Größe für die Trennarbeit gibt, musste eine Formel entwickelt werden, mit der man aus den Parametern Durchsatzmenge, Anreicherungsgrad und Abreicherungsgrad einen Wert errechnen kann, der proportional zu dem technischen und energetischen Aufwand bei der Isotopentrennung ist.
Vereinfacht kann man sagen, dass die Urantrennarbeit umso größer ist, je mehr Uran durchgesetzt wird und je vollständiger die Trennung zwischen den schwereren und leichteren Isotopen erfolgt, d. h. je höher der Anreicherungsgrad und je geringer der Abreicherungsgrad gewählt wird.
Die Urantrennarbeit hat die Dimension einer Masse. Man definiert als Einheit „kg UTA“, wobei der Zusatz UTA zur Unterscheidung von wirklichen Massen im deutschsprachigen Raum üblich geworden ist. 1000 kg UTA werden auch als 1 t UTA bezeichnet. Im Englischen ist der Begriff „Separative Work Unit“ (SWU) üblich. Es gilt: 1 SWU = 1 kg UTA.

## Beispiele
Um 1 kg angereichertes Uran zu erzeugen, sind je nach gewähltem Abreicherungsgrad (Anteil des Isotops 235U im Tails) folgende Urantrennarbeiten erforderlich:
- Bei einem Anreicherungsgrad von 3 % (Anteil des Isotops 235U im Produkt):
  - bei 0,01 % Abreicherungsgrad: 12,39 kg UTA
  - bei 0,05 % Abreicherungsgrad: 7,727 kg UTA
  - bei 0,10 % Abreicherungsgrad: 5,905 kg UTA
  - bei 0,15 % Abreicherungsgrad: 4,915 kg UTA
  - bei 0,20 % Abreicherungsgrad: 4,253 kg UTA
  - bei 0,25 % Abreicherungsgrad: 3,765 kg UTA
  - bei 0,30 % Abreicherungsgrad: 3,383 kg UTA
  - bei 0,71 % Abreicherungsgrad: 1,781 kg UTA
- Bei einem Anreicherungsgrad von 20 % (Anteil des Isotops 235U im Produkt):
  - bei 0,01 % Abreicherungsgrad: 114,18 kg UTA
  - bei 0,05 % Abreicherungsgrad: 74,74 kg UTA
  - bei 0,10 % Abreicherungsgrad: 59,33 kg UTA
  - bei 0,15 % Abreicherungsgrad: 50,97 kg UTA
  - bei 0,20 % Abreicherungsgrad: 45,37 kg UTA
  - bei 0,25 % Abreicherungsgrad: 41,24 kg UTA
  - bei 0,30 % Abreicherungsgrad: 38,01 kg UTA
  - bei 0,71 % Abreicherungsgrad: 24,46 kg UTA
- Bei einem Anreicherungsgrad von 85 % (Anteil des Isotops 235U im Produkt):
  - bei 0,01 % Abreicherungsgrad: 513,1 kg UTA
  - bei 0,05 % Abreicherungsgrad: 340,7 kg UTA
  - bei 0,10 % Abreicherungsgrad: 273,3 kg UTA
  - bei 0,15 % Abreicherungsgrad: 236,7 kg UTA
  - bei 0,20 % Abreicherungsgrad: 212,3 kg UTA
  - bei 0,25 % Abreicherungsgrad: 194,2 kg UTA
  - bei 0,30 % Abreicherungsgrad: 180,1 kg UTA
  - bei 0,71 % Abreicherungsgrad: 120,9 kg UTA

Bei gleichem Anreicherungsgrad wird also der Aufwand umso größer, je weniger 235U sich im abgereicherten Uran befinden soll.
Etwa 100 – 200 t UTA sind erforderlich, um den jährlichen Anreicherungsbedarf für einen typischen Leichtwasserreaktor mit 1000 MW elektrischer Leistung zu decken. Große Urananreicherungsanlagen verfügen über Kapazitäten von mehreren tausend Tonnen UTA pro Jahr. Für die einzige in Deutschland in Betrieb befindliche Anreicherungsanlage Gronau wurde eine Kapazitätserweiterung auf 4.500 t UTA/a beantragt und im Jahre 2005 genehmigt.

## Energieverbrauch
Neben den CO2-Emissionen, welche beim Uranbergbau anfallen, ist die Energie, welche für die Urananreicherung benötigt wird, der Hauptfaktor beim CO2-Ausstoß der Kernkraft im laufenden Betrieb. Emissionen, welche bei Bau/Rückbau, Endlagerung usw. anfallen, können hingegen in den Bereich der Fixkosten verortet werden, da diese nicht oder nur unwesentlich mit der pro Kraftwerk produzierten Strommenge skalieren. Ein nach wenigen Monaten Testbetrieb stillgelegter Reaktor erzeugt bei Bau und Rückbau genauso viel CO2 wie einer, der jahrzehntelang im Dauerbetrieb gewesen ist. Natururanreaktoren haben keinen Energiebedarf für Urananreicherung, sind jedoch aufgrund anderer Nachteile weniger verbreitet.
Das ältere Verfahren der Gasdiffusion ist enorm energieintensiv. Zu Zeiten des Manhattan-Projekts war zeitweise der Großteil der US-Stromerzeugung nur zum Betrieb dieser Anlagen nötig. Ein Kilo Urantrennarbeit mittels Gasdiffusion benötigt rund 2400 kWh. Hingegen erfordert dieselbe Menge Urantrennarbeit mittels Zentrifugen lediglich 40–50 kWh. Dies ist ein Unterschied bis zum Faktor 60.